# Fatmawati
Fatmawati, née le 5 février 1923 et morte le 14 mai 1980, est une femme minangkabau reconnue Héroïne nationale d'Indonésie. Elle a été la troisième femme de Soekarno et la première dame du pays après la proclamation d'indépendance effectuée par son mari. Elle est également la mère de la présidente Megawati Sukarnoputri. Elle a fabriqué le premier drapeau de l'Indonésie ayant été hissé.

## Biographie

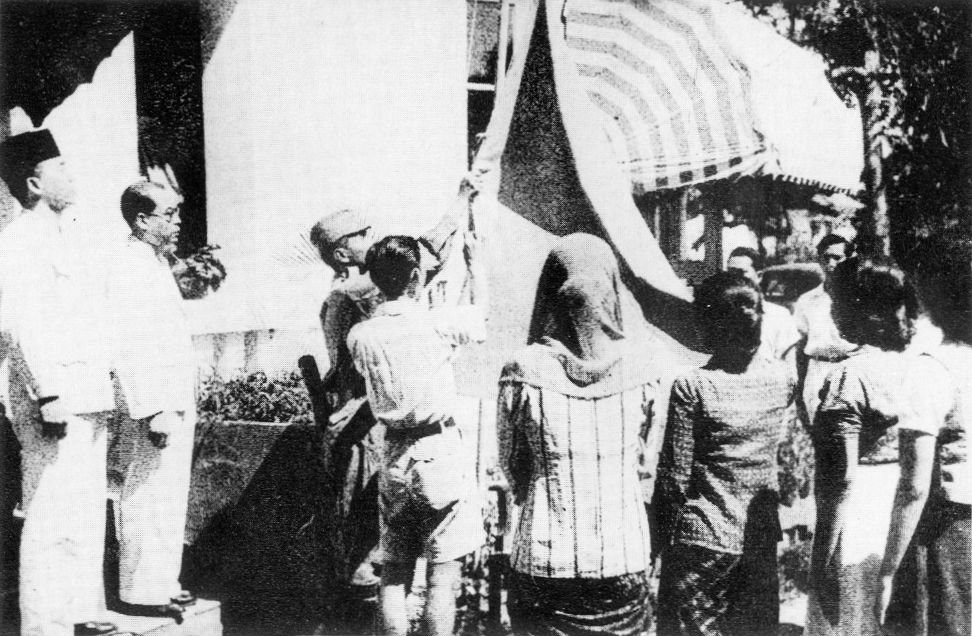
Le premier drapeau de l'Indonésie ayant été hissé a été fabriqué par Fatmawati.

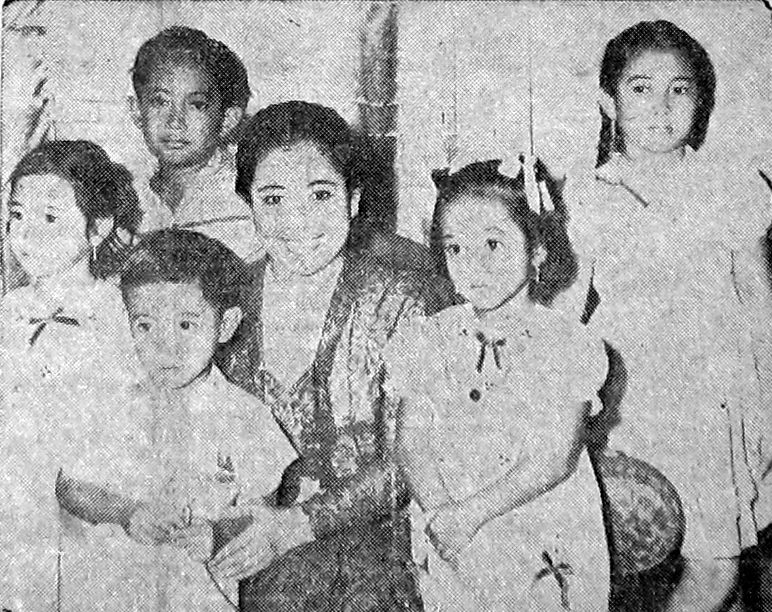
Fatmawati et ses cinq enfants.

Fatmawati est née le 5 février 1923 à Bengkulu de Hasan Din et Chadijah. Une de ses ancêtres était une princesse Minangkabau du sultanat d'Inderapura. Quand elle rencontre Soekarno, elle est adolescente et il est marié à une femme de 53 ans appelée Inggit. Inggit et Soekarno divorcent, il épouse Fatmawati.
En 1943, Fatmawati est devenue la troisième femme de Soekarno. L'année suivante, elle donne naissance à un garçon, 
Guntur Soekarnoputra. En 1945, l'Indonésie est proclamée indépendante par Soekarno, le premier président du pays, et elle devient première dame. Elle construit le premier drapeau de l'Indonésie qui sera hissé.
Elle a quatre autres enfants : Megawati Sukarnoputri (en 1947, qui deviendra présidente en 2001), Rachmawati Sukarnoputri (en 1950), Sukmawati Soekarnoputri (en 1951) et Guruh Soekarnoputra (en 1953).
En 1953, Fatmawati se sépare de Soekarno, qui a pris une nouvelle femme. Ils ne divorcent pas mais ne vivent plus ensemble.
Elle devient militante dans la lutte contre la tuberculose des enfants. Elle crée la fondation Ibu Soekarno et finance un hôpital avec l'aide d'un financement gouvernemental. Les travaux prennent du retard, l'hôpital n'ouvre qu'en 1961 et est géré par le ministre de la Santé qui n'en fait pas un lieu spécialement voué à la maladie.
Fatmawati meurt d'une crise cardiaque à Kuala Lumpur le 14 mai 1980 alors qu'elle revient d'une oumra à La Mecque. Elle est enterrée au cimetière de Karet Bivak de Jakarta.
L'aéroport Fatmawati Soekarno de Bengkulu et l'hôpital général central Fatmawati qu'elle a fait construire au sud de Jakarta portent son nom.